# Openbaar vervoer in Cluj-Napoca
Het openbaar vervoer in Cluj-Napoca wordt uitgevoerd door CTP (Compania de Transport Public Cluj-Napoca). Het vervoerbedrijf exploiteert een netwerk van 321 km die worden uitgevoerd met tram, trolleybussen en autobussen.
De elektrische tram van Cluj-Napoca werd in 1987 geopend. Tussen 2011 en 2013 werden zowel de infrastructuur als het rollend materieel met behulp van Europese middelen. Dit leidde tot een vermindering van de geluidshinder en er kan sneller worden gereden (60-80 km/u).